# Earl Va'a
Pour les articles homonymes, voir Va'a (homonymie).
Pas d'image ? Cliquez ici

a Compétitions nationales et continentales officielles uniquement.

b Matchs officiels uniquement.
Dernière mise à jour le 26 août 2018.
Earl Valentino Va'a, né le 1er mai 1972 à Wellington (Nouvelle-Zélande), est un joueur de rugby à XV et rugby à XIII samoan. Il évolue au poste de demi d'ouverture, et il mesure 1,67 m pour 78 kg. 

## Carrière
Il a eu sa première cape internationale le 12 novembre 1996, à l’occasion d’un match contre l'équipe d'Irlande.
Il a joué en Nouvelle-Zélande pour le club d'Oriental Rogontai Wellington.
Après l'arrêt de sa carrière de joueur, il devient entraîneur adjoint de la province de Wellington en NPC en 2014, puis entraîneur en chef pour les saisons 2015 et 2016. Il dirige ensuite le club japonais des Coca Cola Red Sparks en Top League à partir de 2017.

## Palmarès

### Sélection nationale
- 28 sélections avec l'Équipe des Samoa de rugby à XV
- 174 points
- 3 essais, 33 transformations, 31 pénalités
- Nombre de sélections par année : 1 en 1996, 1 en 1997, 1 en 1998, 6 en 1999, 8 en 2001, 5 en 2002, 6 en 2003.
- Participation à la Coupe du monde de rugby 2003 (4 matchs, 4 comme titulaire), à la Coupe du monde de rugby 1999 (3 matchs, 0 comme titulaire)